# Rivière du Grand Portage
Pour les articles homonymes, voir Rivière du Portage.
La rivière du Grand Portage est un affluent de rivière Chigoubiche, coulant dans le territoire non organisé de Lac-Ashuapmushuan dans la municipalité régionale de comté (MRC) du Domaine-du-Roy, dans la région administrative de Saguenay–Lac-Saint-Jean, dans la province de Québec, au Canada.
La vallée de la rivière du Grand Portage est surtout desservie par la route forestière R0204 qui remonte toute cette vallée et se connecte vers le sud à la route R0406. La route R0204 se connectent vers le nord à la route 167,.
La foresterie (principalement la sylviculture) constitue la principale activité économique de cette vallée; les activités récréotouristiques, en second, principalement à cause de la réserve faunique Ashuapmushuan.

## Géographie
La rivière du Grand Portage tire sa source d'un lac non identifié (longueur: 1,3 km; altitude: 623 m).
Cette source est située en zone montagneuse dans le territoire non organisé de Lac-Ashuapmushuan, à:
- 2,9 km à l'est de la route forestière R024;
- 33,1 km au sud-est de l'embouchure de la rivière du Grand Portage;
- 33,1 km au sud de l'ancienne gare Frigon du chemin de fer du Canadien National;
- 44,4 km au sud-ouest du cours de la rivière Ashuapmushuan[2].

À partir de sa source, la rivière du Grand Portage coule sur 62,4 km avec une dénivellation de 273 m, entièrement en zone forestière, selon les segments suivants:
Cours supérieur de la rivière du Grand Portage (segment de 37,6 km)
- 8,6 km vers l'ouest, notamment en traversant un premier lac (longueur: 1,3 km; altitude: 595 m), puis un second lac (altitude: 589 m), en coupant la route forestière R024 (sens nord-sud), jusqu'au fond d'une baie de la rive ouest du lac Meilleur; puis vers le nord-ouest en traversant le lac Meilleur (longueur: 3,5 km; altitude: 556 m), jusqu'à son embouchure;
- 8,2 km d'abord vers le nord-ouest en longeant le pied des montagnes, en formant plusieurs petits serpentins irréguliers, en traversant le lac Poodle (altitude: 545 m) en début de segment, en recueillant la décharge (venant du sud-ouest) d'un lac, la décharge du lac Élieudes (venant du nord), la décharge (venant du sud-ouest) du lac Bélus et la décharge (venant du nord-est) du lac Sagelat, jusqu'à la rive sud du lac Lancelot;
- 11,5 km vers le nord (orienté légèrement vers l'est) dans une vallée encaissée, en traversant le lac Lancelot (longueur: 2,0 km; altitude: 523 m), en recueillant la décharge (venant de l'est) du lac Égérie, la décharge des lacs Poupas et Hécate, la décharge du lac Fouju, la décharge d'un ensemble de lacs dont le lac des Grèbes, jusqu'à la confluence d'un ruisseau (venant du nord-est). Note: Le lac Lancelot reçoit du côté ouest la décharge du lac Altair et la décharge (venant du nord) du lac Joussé;
- 5,9 km vers le nord-est, en recueillant la décharge (venant du nord-ouest) d'un ensemble de lacs notamment Quirouet, Gaudet, Guélard et Dalou, jusqu'à un coude de rivière correspondant à la décharge (venant du nord-ouest) du Lac des Anophèles;
- 3,4 km vers l'est en traversant quelques rapides, formant une petite boucle vers le nord, jusqu'à la confluence de la rivière du Grand Portage Sud-Ouest (venant du sud);

Cours inférieur de la rivière du Grand Portage (segment de 24,8 km)
- 6,8 km vers le nord-est en formant une grande courbe vers le nord-ouest pour contourner une montagne laquelle comporte des falaises abruptes (côté sud-est de la rivière), en formant un crochet vers l'est, en recueillant la décharge (venant du sud-est) du lac du Chaland, en recueillant la décharge (venant de l'ouest) du lac Laramée, et courbant vers l'est pour contourner une montagne, jusqu'à la confluence de la rivière du Grand Portage Sud-Est (venant du sud);
- 18,0 km vers le nord dans une vallée parfois encaissée, en formant quelques grands serpentins irréguliers en milieu de segment où elle traverse des zones de marais, et en coupant la route 167 en fin de segment, jusqu'à son embouchure[2].

La rivière du Grand Portage se déverse sur la rive sud-ouest de la rivière Chigoubiche, face au chemin de fer. Cette confluence est située à:
- 5,3 km à l'est du lac Chigoubiche;
- 20,2 km au sud-ouest de l'embouchure de la rivière Chigoubiche;
- 77,9 km au nord-ouest du centre-ville de Saint-Félicien[2].

À partir de l’embouchure de la rivière du Grand Portage, le courant descend le cours de la  rivière Chigoubiche sur 46,2 km, le cours de la rivière Ashuapmushuan sur 59,8 km, puis traverse le lac Saint-Jean vers l'est sur 41,1 km (soit sa pleine longueur), emprunte le cours de la rivière Saguenay via la Petite Décharge sur 172,3 km vers l'est jusqu'à Tadoussac où il conflue avec l’estuaire du Saint-Laurent.

## Toponymie
Le toponyme « rivière du Grand Portage » a été officialisé le 5 décembre 1968 à la Banque des noms de lieux de la Commission de toponymie du Québec.